# Nova Esquerra Universitària
Nova Esquerra Universitària (en español: Nueva Izquierda Universitaria) fue una formación política clandestina de disidencia estudiantil creada en Cataluña (España) en 1958 por jóvenes que no habían vivido directamente la Guerra Civil y que se enmarcaba en los primeros movimientos de oposición al franquismo gestados en el interior de Cataluña al final de la década de 1950.
En esta organización se encontraban elementos procedentes del catolicismo social que giraban alrededor de la revista El Ciervo como podrían ser Alfonso Carlos Comín o José Antonio González Casanova, con jóvenes estudiantes, entre los que destacaron Xavier Folch o Manuel Vázquez Montalbán, y un sector obrero proveniente de la Juventud Obrera Cristiana (JOC) y la Hermandad Obrera de Acción Católica (HOAC). A partir de 1959, Nova Esquerra Universitària entró a formar parte del Frente de Liberación Popular (FLP) de ámbito español, fundando así  la Associació Democràtica Popular de Catalunya (en español: Asociación Democrática Popular de Cataluña) de la que Nova Esquerra quedó como una sección estudiantil. La organización permaneció activa hasta que en 1962 las diferentes células estudiantiles del FLP pasaron a formar parte del sector universitario de la misma organización a nivel español.